# 기니어 피그
기니어 피그(일본어: ギニーピッグ)는 1980년대 일본에서 만든 공포 비디오 영화 시리즈물이다. 1985년 제1편인 《기니어 피그 악마의 실험》의 발매 이후 오리지널 작품이 모두 7편, 편집판이 3편 제작되었다. 신체 절단 및 잔혹하고 혐오스러운 장면 묘사에 쓰인 특수효과가 뛰어난 작품이다. 시리즈 초반은 특별한 스토리 없이 잔혹한 묘사만으로 이루어져 있으나, 뒷편으로 가면서 이야기도 덧붙여졌다. 정밀한 잔혹 묘사 때문에 스너프 필름으로 잘못 알려지는 등, 여러 해프닝을 낳았다. 기니어 피그란 모르모트를 뜻하며, 넓은 의미에서 실험체를 뜻한다.

## 시리즈별 줄거리

### 《기니어 피그 악마의 실험》
- 제작: 오렌지 하우스
- 감독: 오구라 사토루
- 출연: 불명

남자 몇 사람이 한 젊은 여성을 납치하여, 인간 고통의 한계를 추구하는 실험을 한다. 비디오 내용은 실험이라는 이름 아래 벌어지는 잔혹한 고문 내용을 담고 있다.

### 《혈육의 꽃》
- 제작: 오렌지 하우스
- 감독: 히노 히데시
- 출연: 타무라 히로시, 유가오 키라라

인기 만화가 히노 히데시에게 팬을 자처하는 익명의 인물이 비디오 테입과 스틸 사진이 담겨 있는 소포를 보내왔다. 그 비디오에는 전국시대 사무라이 복장을 한 광기 넘치는 살인마가 납치된 여성을 차례차례 토막낸 뒤에 그것들을 수집품으로 삼는 과정이 담겨 있었다. 비디오는 이 내용을 사실에 가깝게 재구성한 것이다.

### 《전율! 죽지 않는 남자》
- 제작: 오렌지 하우스
- 감독: 구스미 마사유키
- 출연: 사토 마사히로,아라키 케이스케,EVE,시바타 리에

직장에서 무시당하는 한 남자가 집에서 자살을 꾀하다가 심각한 상처를 입었음에도 자신이 죽지 않는 것을 알게 된다. 이에 그는 자신을 무시한 직장 동료들에게 복수할 기회를 노리는데........

### 《메이킹 오브 기니어 피그》
- 제작: 오렌지 하우스

제작에 참여한 감독, 스텝 및 배우들이 제작 과정의 소감이나 특수 효과 연출 등을 공개한다.

### 《악마의 여의사》
- 제작: 오렌지 하우스
- 감독: 다베 하지메
- 출연: 피터(이케하타 신노스케), 후키코시 미츠루, 이마무라 네즈미, 다케나카 나오토, 가게야마 타미오, 나카무라 유지, EVE, 오가와 나츠미, 하야시야 쇼죠

트랜스젠더 의사인 피터(실제 트랜스젠더 연예인임)가 환자의 진찰 기록을 공개하는 형식으로, 그녀가 진찰한 환자는 대부분 죽게 되어 "악마의 여의사"로 불린다. 그녀의 본업은 청소부이고 가끔 "부업"으로 의사를 하고 있다. 물론 무면허이다. 흥분하면 머리가 터져 죽는 가족, 놀래키면 심장이 터져 죽는 여자, 지킬과 하이드같은 환자, 배에 예의바른 인면창이 생긴 야쿠자 환자 등의 에피소드가 차례 차례 나온다. 심각한 분위기의 전편들과는 달리 스플레터 코미디물로 다케나카 나오토 등 유명 배우와 전편에 출연한 배우들이 대부분 등장한다.

### 《더 기니어 피그 맨홀속의 인어》
- 제작: 저팬 홈 비디오
- 감독: 히노 히데시
- 출연: 사이키 시게루, 시메이 마리, 리쥬 고, 히사모토 마사미

부인을 잃은 어느 화가에게는 옛 어린 시절의 추억이 담긴 개울가가 있었던 맨홀 안의 비밀장소에 들어가 상념에 젖는 것이 일과이다. 어느날 그는 맨홀 안에서 언젠가 보았던 인어를 만나 입으로 말을 하지 않고도 말을 알아들을 수 있게 된다. 인어를 그리게 된 화가는 인어가 정체불명의 병을 앓으면서 점점 고통스러워 하는 것을 보고 인어를 자기 집 욕조에 눕혀 보살피는데, 인어의 병세는 줄곧 나빠져 간다.

### 《노틀담의 안드로이드》
- 제작: 저팬 홈 비디오
- 감독: 구라모토 와비토
- 출연: 히노 토시히코, 다카키 미오, 다구치 토모로우

희귀질환을 앓고 있는 누나를 위해 메드 사이언티스트인 에자와는 죽은 이를 되살리는 실험을 하고 있다. 어느날 가토라는 남자에게 전화가 와 실험에 필요한 실험체(인간)를 제공하겠다는 연락이 온다. 의구심 속에서 일단 거래를 했으나 실험은

## 작품에 얽힌 이야기
- 1989년 미야자키 츠토무가 여아 유괴 살인 사건을 일으키면서 당시 일본 사회가 발칵 뒤집혔다. 범인의 집에서 발견된 수많은 비디오 가운데 기니어 피그 비디오가 발견되면서, 기니어 피그 시리즈는 큰 비난을 받고 그 뒤에 비디오 시리즈 발매가 금지되었다. 당시 사건의 사회적 파장이 엄청났기 때문에 비디오 대여점들은 자발적으로 기니어 피그 시리즈를 감추거나 폐기했으며, 현재도 모든 시리즈가 암묵적으로 묻혀 있다.
- 미국 배우 찰리 쉰이 시리즈 2편인 《혈육의 꽃》을 보다가 실제 살인 광경을 찍은 영화로 잘못알고 MPAA(미국의 영화인 단체)와 FBI에 신고했다. FBI가 수사를 위해 일본 당국과 접촉하다가 일본 경찰 당국도 이미 영화 관계자들을 조사하여 영화의 잔혹 묘사가 모두 연출된 것임을 밝혀냈다. 한편 《혈육의 꽃》촬영 시에 사용되었던 피묻은 침대가 도쿄의 에도가와에 불법 폐기되는 바람에 강력 사건으로 오인한 경찰이 수사에 나서는 소동도 일어났다.
- 영국인이 일본에서 이 비디오를 구입하여 영국으로 돌아오다가 세관에서 스너프 필름으로 오인받아 체포되는 일이 있었다.
- 2006년에 첫 작품 상영 21년만에 시리즈에서 가장 많은 작품을 맡은 메인감독 히노 히데시가 직접 나와 설명하는 극장 상영이 실현되었다.

## 같이 보기
- J호러